# Infantaria de marinha

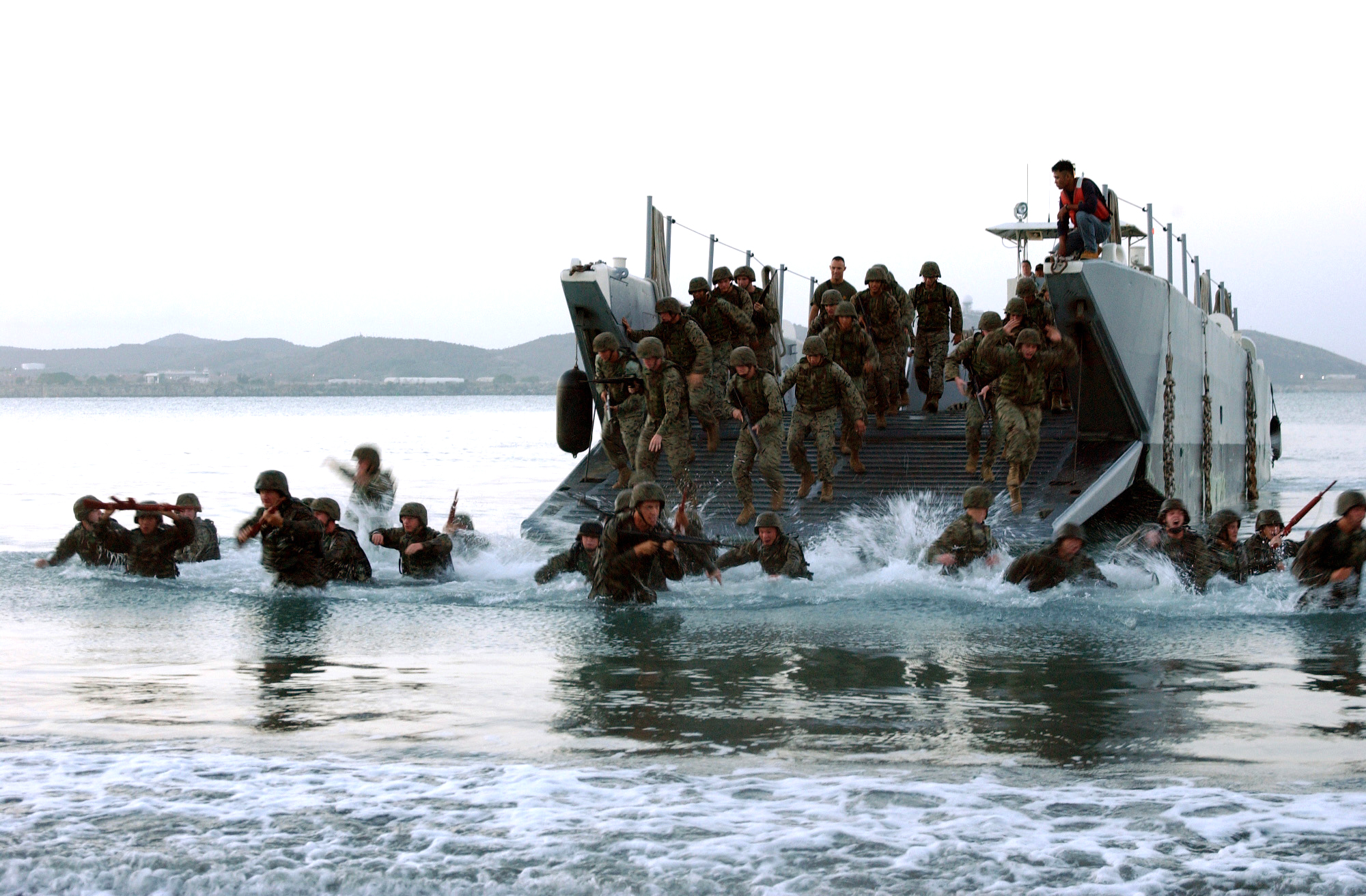
Assalto anfíbio, a partir de uma lancha de desembarque, de tropas de infantaria naval dos EUA

A infantaria de marinha, infantaria de fuzileiros navais ou infantaria naval compreende as tropas especializadas no embarque a bordo dos navios de guerra, com as funções de assegurar o desembarque e tomar o controle das praias sob o domínio inimigo, durante o desembarque anfíbio.
Os membros dos corpos de infantaria de marinha de alguns países têm designações especiais como "Fuzileiros Navais" (Brasil e Portugal), Fusileiros Navais (Uruguai) "marines" (EUA e Reino Unido), Infanteria de Marina (Maioria dos países de língua espanhola) ou "mariniers" (Países Baixos).
Na maioria dos países, os corpos de infantaria naval estão integrados na marinha de guerra. No entanto, em outros podem fazer parte do exército (como no caso dos Troupes de Marine francês) ou mesmo constituir um ramo independente das forças armadas (como nos Corpo de Fuzileiros Navais dos Estados Unidos). Em alguns países, existem inclusive dois tipos distintos tropas de infantaria naval, um integrado na marinha e o outro no exército. Apesar da designação, muitos corpos de infantaria de marinha, incluem para além de tropas de infantaria, também tropas de artilharia e de outras especialidades.
Os tipos de missões que têm que desempenhar faz com que os membros da infantaria de marinha tenham que ser rigorosamente selecionados e treinados, sendo por isso consideradas tropas de elite na maioria das forças armadas devido ao árduo treinamento pois atacam o ambiente mais hostil e vulnerável à uma tropa atacante: Praias defendidas, muito bem demonstrado no filme "O Resgate do Soldado Ryan". Além de estarem em condições de progredir em operações terrestres junto ao exército ou se reorganizando para tomar outra praia ou território litorâneo, como foi demostrado por exemplo na minissérie da "HBO", "The Pacific" que se passa no Teatro de Operações do Pacífico, durante a Segunda Guerra Mundial.
Geralmente o equipamento e armamento utilizado pela Infantaria de Marinha é especial: leve, resistente à maresia e adaptável à ambientes "anfíbios".

## Infantaria de marinha em vários países

### Sri Lanka
A Marinha do Sri Lanka estabeleceu seu Corpo de Fuzileiros (em inglês: Sri Lanka Marine Corps; em cingalês: ශ්‍රී ලංකා මැරීන් බළකාය Shri Lanka Mærin Balakaya) em 2016 com assistência da 11th Marine Expeditionary Unit da United States Marine Corps. Seu primeiro grupo de membros se formaram na Base Naval Barana em Mullikulam em 27 de fevereiro de 2017.